# Glandorf
Glandorf település Németországban, azon belül Alsó-Szászország tartományban. Lakosainak száma 6699 fő (2023. december 31.). Glandorf Bad Iburg, Lienen, Ostbevern, Warendorf, Sassenberg és Bad Laer községekkel határos.

## Népesség
A település népességének változása:
| Lakosok száma | 6645 | 6665 | 6616 | 6619 | 6678 | 6699 |
|               | 2016 | 2017 | 2019 | 2021 | 2022 | 2023 |